# 1933-as Grand Prix-szezon
Az 1933-as Grand Prix-szezon volt a Grand Prix-versenyzés huszonhatodik szezonja. Az Európa-bajnokság szünetelt.
A legsikeresebb versenyző Tazio Nuvolari volt hét győzelmével, a két legsikeresebb konstruktőr pedig az Alfa Romeo, valamint a Bugatti, előbbivel 19, utóbbival 13 alkalommal végeztek az élen a 36 versenyből.

## Versenyek

### Grandes Épreuves
| Verseny         | Helyszín          | Időpont        | Győztes versenyző | Győztes konstruktőr | Összefoglaló |
| --------------- | ----------------- | -------------- | ----------------- | ------------------- | ------------ |
| monacói nagydíj | Monaco            | Április 23.    | Achille Varzi     | Bugatti             | Összefoglaló |
| francia nagydíj | Montlhéry         | Június 11.     | Giuseppe Campari  | Maserati            | Összefoglaló |
| belga nagydíj   | Spa-Francorchamps | Július 9.      | Tazio Nuvolari    | Maserati            | Összefoglaló |
| olasz nagydíj   | Monza             | Szeptember 10. | Luigi Fagioli     | Alfa Romeo          | Összefoglaló |
| spanyol nagydíj | Lasarte           | Szeptember 24. | Louis Chiron      | Alfa Romeo          | Összefoglaló |

### Egyéb versenyek
| Verseny                   | Helyszín       | Időpont        | Győztes versenyző       | Győztes konstruktőr | Összefoglaló |
| ------------------------- | -------------- | -------------- | ----------------------- | ------------------- | ------------ |
| paui nagydíj              | Pau            | Február 19.    | Marcel Lehoux           | Bugatti             | Összefoglaló |
| svéd téli nagydíj         | Rämen          | Február 26.    | Per-Viktor Widengren    | Alfa Romeo          | Összefoglaló |
| svéd jégverseny           | Hemfjärden     | Március 5.     | Paul Pietsch            | Alfa Romeo          | Összefoglaló |
| tuniszi nagydíj           | Karthágó       | Március 26.    | Tazio Nuvolari          | Alfa Romeo          | Összefoglaló |
| alessandriai nagydíj      | Alessandria    | Április 30.    | Tazio Nuvolari          | Alfa Romeo          | Összefoglaló |
| tripoli nagydíj           | Mellaha        | Május 7.       | Achille Varzi           | Bugatti             | Összefoglaló |
| finn nagydíj              | Eläintarharata | Május 7.       | Karl Ebb                | Mercedes-Benz       | Összefoglaló |
| Avusrennen                | AVUS           | Május 21.      | Achille Varzi           | Bugatti             | Összefoglaló |
| Picardy nagydíj           | Péronne        | Május 21.      | Philippe Étancelin      | Alfa Romeo          | Összefoglaló |
| Eifelrennen               | Nürburgring    | Május 28.      | Tazio Nuvolari          | Alfa Romeo          | Összefoglaló |
| Targa Florio              | Madonie        | Május 28.      | Antonio Brivio          | Alfa Romeo          | Összefoglaló |
| Grand Prix des Frontières | Chimay         | Június 4.      | Willy Longueville       | Bugatti             | Összefoglaló |
| Provence-i nagydíj        | Nîmes          | Június 4.      | Marcel Jacob            | Bugatti             | Összefoglaló |
| Nîmes-i nagydíj           | Nîmes          | Június 4.      | Tazio Nuvolari          | Alfa Romeo          | Összefoglaló |
| firenzei nagydíj          | Firenze        | Június 11.     | Carlo Felice Trossi     | Alfa Romeo          | Összefoglaló |
| lvivi nagydíj             | Lviv           | Június 11.     | Eugen Björnstad         | Alfa Romeo          | Összefoglaló |
| Penya Rhin nagydíj        | Montjuïc Park  | Június 25.     | Juan Zanelli            | Alfa Romeo          | Összefoglaló |
| British Empire Trophy     | Brooklands     | Július 1.      | Stanislas Czaykowski    | Bugatti             | Összefoglaló |
| Marne nagydíj             | Reims          | Július 2.      | Philippe Étancelin      | Alfa Romeo          | Összefoglaló |
| Mannin Moar               | Douglas        | Július 14.     | Brian Lewis             | Alfa Romeo          | Összefoglaló |
| Dieppe-i nagydíj          | Dieppe         | Július 16.     | Marcel Lehoux           | Bugatti             | Összefoglaló |
| Coppa Ciano               | Montenero      | Július 30.     | Tazio Nuvolari          | Maserati            | Összefoglaló |
| svéd nagydíj              | Vram           | Augusztus 6.   | Antonio Brivio          | Alfa Romeo          | Összefoglaló |
| nizzai nagydíj            | Nizza          | Augusztus 6.   | Tazio Nuvolari          | Maserati            | Összefoglaló |
| Coppa Acerbo              | Pescara        | Augusztus 13.  | Luigi Fagioli           | Alfa Romeo          | Összefoglaló |
| La Baule-i nagydíj        | La Baule       | Augusztus 13.  | William Grover-Williams | Bugatti             | Összefoglaló |
| Comminges nagydíj         | Saint-Gaudens  | Augusztus 20.  | Luigi Fagioli           | Alfa Romeo          | Összefoglaló |
| Marseille-i nagydíj       | Miramas        | Augusztus 27.  | Louis Chiron            | Alfa Romeo          | Összefoglaló |
| albi nagydíj              | Albi           | Augusztus 27.  | Louis Braillard         | Bugatti             | Összefoglaló |
| monzai nagydíj            | Monza          | Szeptember 10. | Marcel Lehoux           | Bugatti             | Összefoglaló |
| Masaryk nagydíj           | Brno           | Szeptember 17. | Louis Chiron            | Bugatti             | Összefoglaló |
| Donington Park Trophy     | Donington Park | Október 7.     | Earl Howe               | Bugatti             | Összefoglaló |
| Mountain Championship     | Brooklands     | Október 21.    | Whitney Straight        | Maserati            | Összefoglaló |

## Statisztika

### Versenyzők
| Versenyző               | Győzelmek | Győzelmek        |
| Versenyző               | Összesen  | Grandes Épreuves |
| ----------------------- | --------- | ---------------- |
| Tazio Nuvolari          | 7         | 1                |
| Louis Chiron            | 3         | 1                |
| Luigi Fagioli           | 3         | 1                |
| Marcel Lehoux           | 3         | 0                |
| Achille Varzi           | 3         | 1                |
| Antonio Brivio          | 2         | 0                |
| Philippe Étancelin      | 2         | 0                |
| Eugen Björnstad         | 1         | 0                |
| Louis Brailliard        | 1         | 0                |
| Giuseppe Campari        | 1         | 1                |
| Stanislas Czaykowski    | 1         | 0                |
| Karl Ebb                | 1         | 0                |
| William Grover-Williams | 1         | 0                |
| Earl Howe               | 1         | 0                |
| Marcel Jacob            | 1         | 0                |
| Brian Lewis             | 1         | 0                |
| Willy Longueville       | 1         | 0                |
| Whitney Straight        | 1         | 0                |
| Carlo Felice Trossi     | 1         | 0                |
| Juan Zanelli            | 1         | 0                |

### Konstruktőrök
| Konstruktőr   | Győzelmek | Győzelmek        |
| Konstruktőr   | Összesen  | Grandes Épreuves |
| ------------- | --------- | ---------------- |
| Alfa Romeo    | 19        | 2                |
| Bugatti       | 13        | 1                |
| Maserati      | 3         | 2                |
| Mercedes-Benz | 1         | 0                |